# Vipera darevskii
Vipera darevskii е вид змия от семейство Отровници (Viperidae). Видът е критично застрашен от изчезване.

## Разпространение и местообитание
Разпространен е в Армения и Турция.
Обитава планини, възвишения и ливади.

## Описание
Популацията на вида е намаляваща. Змията на Даревски е сравнително малка отровна змия. Ухапването й е болезнено и причинява локално подуване, но изглежда, че не е опасно за живота на възрастни хора.